# Giving the Devil His Due
| Críticas profissionais | Críticas profissionais |
| Avaliações da crítica  | Avaliações da crítica  |
| Fonte                  | Avaliação              |
| ---------------------- | ---------------------- |
| Allmusic               | [ 1 ]                  |

Giving the Devil His Due é uma compilação da banda Coal Chamber, lançado a 19 de Agosto de 2003.
O disco contém remixes e músicas já editadas pela banda.

## Faixas
1. "Headstones and the Walking Dead"
2. "Big Truck" (Hand-On-Wheel Mix)
3. "Pig" (Versão original)
4. "Bradley" (Going Postal Mix)
5. "Sway" (Hypno-Submissive Mix)
6. "Not Living" (Versão original)
7. "Blisters"
8. "El Cu Cuy" (Man-to-Monster Mix)
9. "Wishes"
10. "Apparition"
11. "Anxiety"
12. "Save Yourself"
13. "One Step" (Chop Shop Mix)
14. "Big Truck" (Ao vivo)
15. "I" (Demo)
16. "Oddity" (Demo)
17. "Sway" (Demo)
18. "Unspoiled" (Demo)
19. "Loco" (Demo)
20. "Babbit" (Demo)

## Créditos
- Dez Fafara - Vocal
- Meegs Rascon - Guitarra
- Rayna Foss - Baixo
- Mike Cox - Bateria
- Jon Tor - Bateria (Nas faixas demos)